# Just i Pastor
Just i Pastor –també coneguts com els Sants Xiquets, els Sants Nens o els Sants Infants– van ser uns màrtirs hispanoromans. Segons la llegenda haurien nascut a l'actual Tielmes (província de Madrid) i serien executats el 304 a Alcalà d'Henares per ordre del governador Dacià, durant la persecució de Dioclecià.
Segons la tradició llegendària, els germans Just i Pastor, que tenien 7 i 9 anys respectivament, eren a escola quan van saber l'arribada de Dacià. Moguts per una inspiració religiosa i un desig ardent de sacrificar la vida per Jesús, van córrer a palau del governador, per manifestar-li la seva fe. Primer Dacià va assajar convèncer-los d'abandonar la fe amb regals i paraules, impotent davant llur constància en la fe, els va fer fuetejar i de ràbia, quan ni els regals ni el càstig van canviar llur convicció, els va fer decapitar. Al lloc on haurien de ser executats, anys després es va alçar una capella per a allotjar les seues restes. Segons Ildefons de Toledo (±607-667), devers l'any 391, el bisbe Asturi de Toledo, inspirat per una revelació divina, hauria descobert llurs restes. Feu aixecar un temple sobre la sepultura, on no hi havia noms, però se suposava que no podien ser altres que Just i Pastor.
Al segle viii, les despulles van ser traslladades a Osca per a salvar-les dels invasors musulmans. D'allí, per la mateixa raó, van ser dutes a Narbona, tot i que una part va quedar a Osca, avui guardada a l'església de San Pedro el Viejo. El 1568 les restes van tornar a Alcalà, on van col·locar-se a l'altar major de l'església col·legial, actual catedral. Són els patrons de la ciutat complutense i de llur vila natal, Tielmes. La festivitat se celebra el 6 d'agost.

## Iconografia
Es representen els dos nens junts, vestits amb una túnica curta, típica de la indumentària infantil en època romana. El seu atribut més característic és la palma, habitual en la iconografia de tots els sants màrtirs dels primers temps del cristianisme. També poden portar un llibre, donant a entendre que eren escolars.
El culte es va difondre ràpidament a tota la península Ibèrica fins al nord del Pirineu. Se'n troben moltes interpretacions artístiques, entre d'altres:
- Escultures a l'altar major i adossades al cos del campanar a l'Església dels sants màrtirs Just i Pastor de Barcelona, que segons la tradició seria l'església més antiga de la ciutat.[4]
- Retaule del segle xv a l'església de sant Just i sant Pastor de Son al Pallars Sobirà.
- Bust reliquiari del segle xvii al Museu Frederic Marès a Barcelona[5]

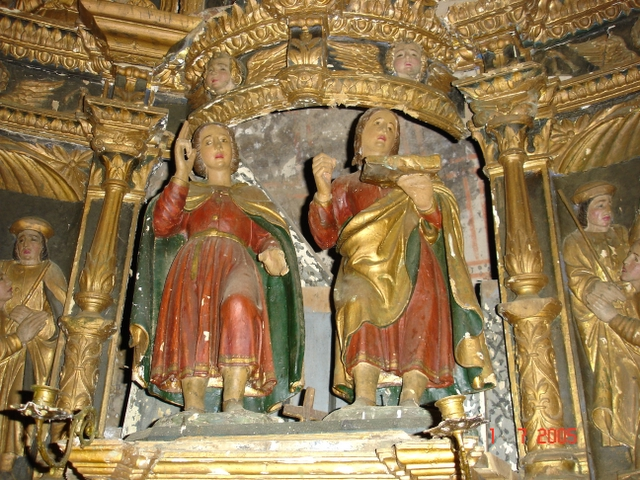
Retaule barroc (segle xviii) d'Olleros de Pisuerga (Palència), amb els dos sants
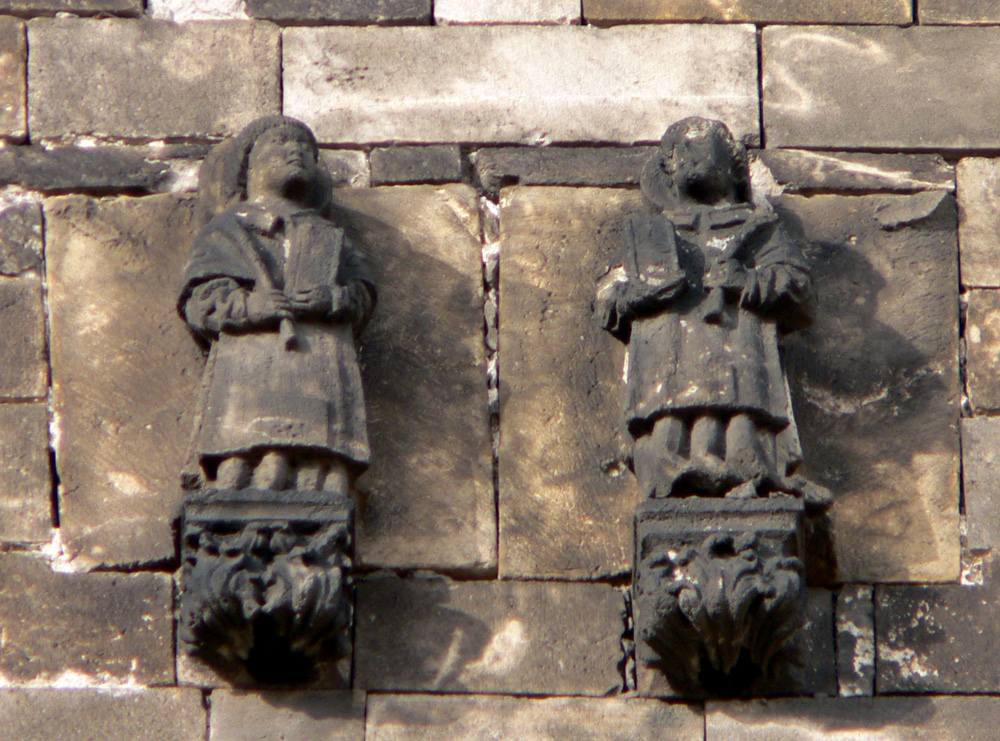
Els sants esculpits al campanar de l'església dels Sants Just i Pastor de Barcelona, segle xvi
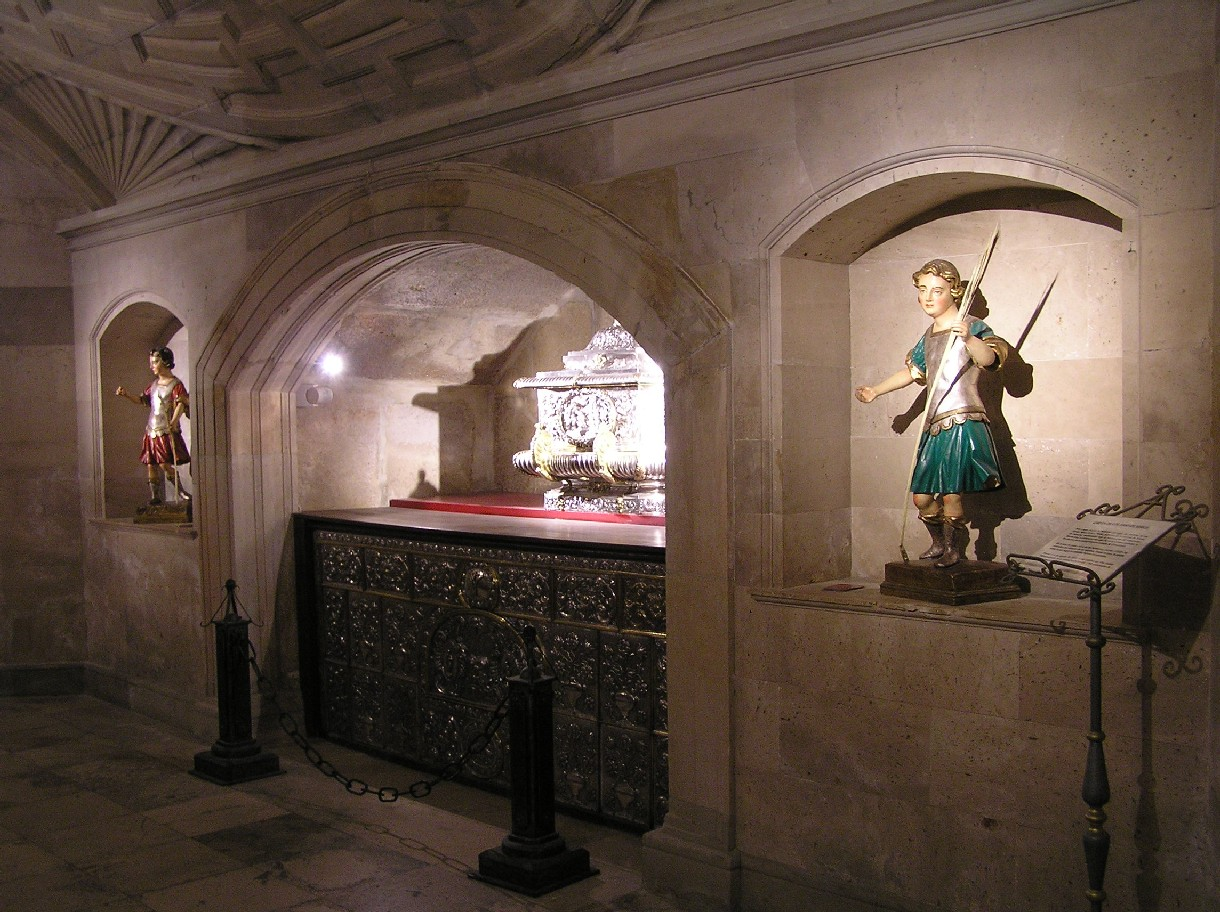
Cripta de la catedral d'Alcalà, amb l'urna de les relíquies dels sants, de 1702, i la pedra on haurien sigut degollats
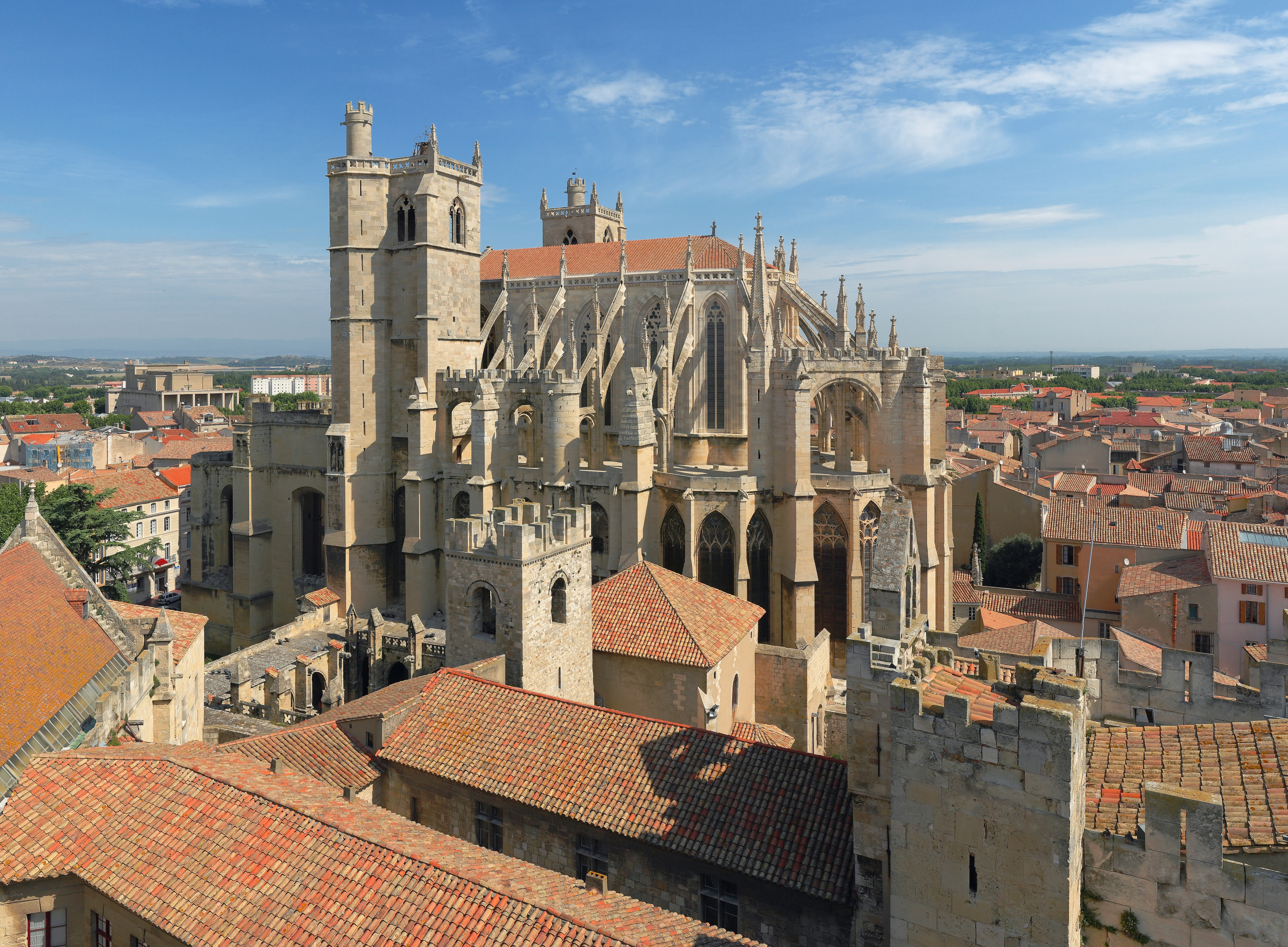
Catedral dels Sants Just i Pastor de Narbona, on van reposar les restes fins a 1568